# Distribuzione Caprotti
La distribuzione Caprotti è un sistema di distribuzione, a valvole distinte per l'introduzione e lo scarico, del vapore prodotto dalla caldaia di una locomotiva a vapore ai suoi cilindri motori inventato dell'ingegnere italiano Arturo Caprotti.

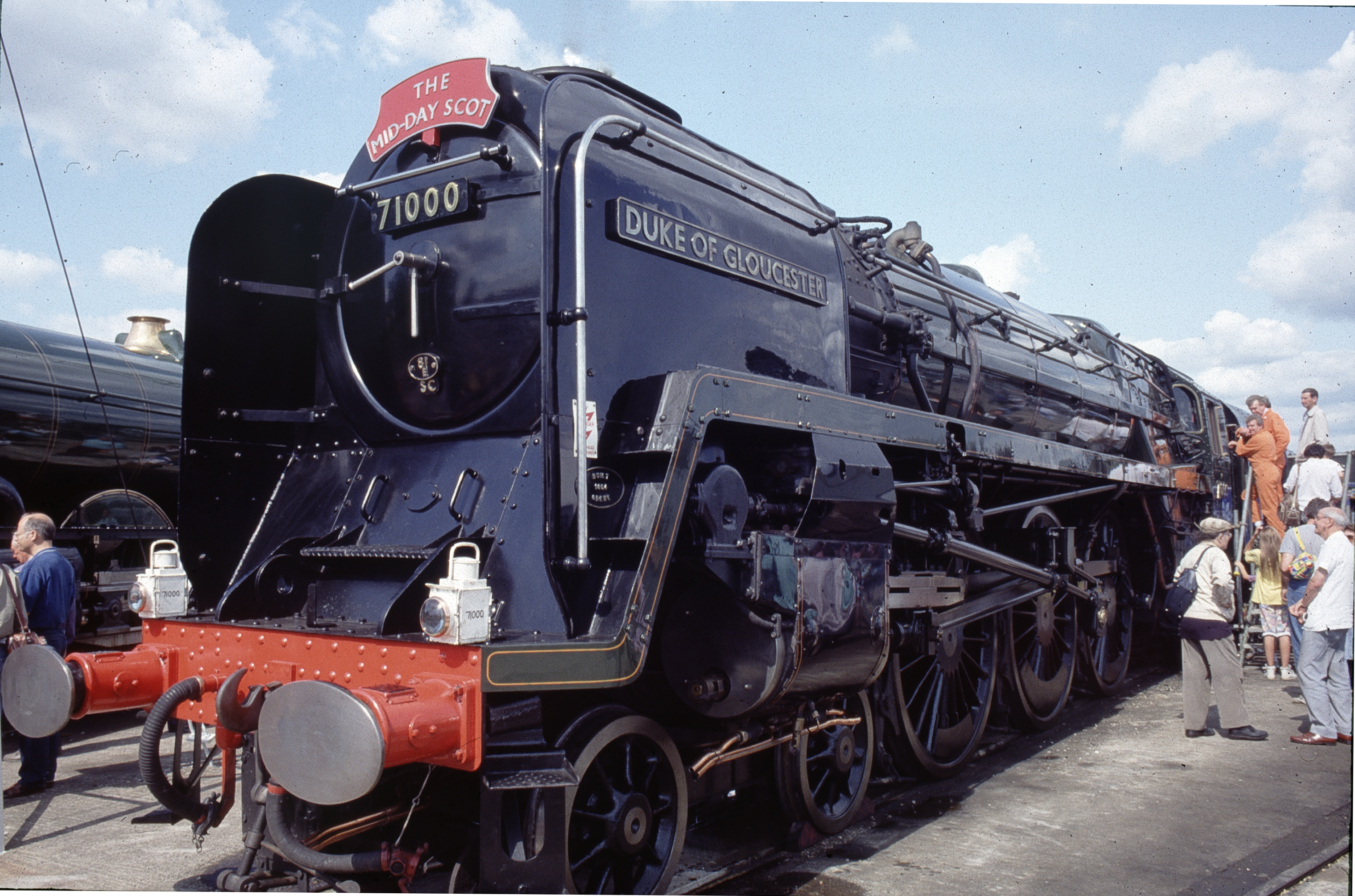
La locomotiva inglese Duke of Gloucester con distribuzione Caprotti

## Storia
Fino agli anni venti le locomotive a vapore si avvalevano, per la distribuzione del vapore prodotto dalla caldaia ai cilindri motori, di sistemi a cassetto piano o cilindrico ideati da Stephenson, Gooch, Walschaerts ed Allan. Le locomotive più recenti avevano adottato in buona parte la distribuzione Walschaerts che presentava una migliore regolazione e un aumento del rendimento complessivo. I vari sistemi erano tuttavia accomunati da un sistema di leve e rinvii comandati meccanicamente dal biellismo della macchina e rigidamente dipendenti dalle posizioni assunte dallo stesso. Un ulteriore inconveniente era determinato dall'usura che aumentava i giochi, inevitabili per dei mezzi sempre in movimento, che ne degradavano ulteriormente le prestazioni.
L'innovazione consisteva nel sostituire il vecchio e complicato sistema con un'apparecchiatura, mutuata concettualmente dalla distribuzione applicata ai motori termici, che mediante l'apertura di valvole, comandate da camme, introduceva il vapore con regolazione molto precisa e perfettamente variabile entro un ampio raggio evitando il problema principe che causava il basso rendimento delle macchine a vapore, la cosiddetta laminazione del vapore.
Il sistema Caprotti richiedeva una precisione costruttiva maggiore dei sistemi tradizionali ma per contro consentiva grandi vantaggi: 
- semplificava il biellismo delle locomotive riducendone il peso e le forze inerziali innescate dai vari elementi in movimento.

- migliorava il rendimento della locomotiva in virtù della regolazione precisa della quantità di vapore in funzione delle necessità.
- riduceva conseguentemente il consumo di carbone e
- aumentava la potenza effettiva della locomotiva.

Il sistema Caprotti realizzò 14 brevetti tra Europa e Stati Uniti. Trovò molte applicazioni anche in campo navale, ma il suo successo fu breve perché cadendo in disuso il motore a vapore, giocoforza decadde anche l'utilizzo del sistema.

## L'applicazione della distribuzione Caprotti in Italia e all'estero

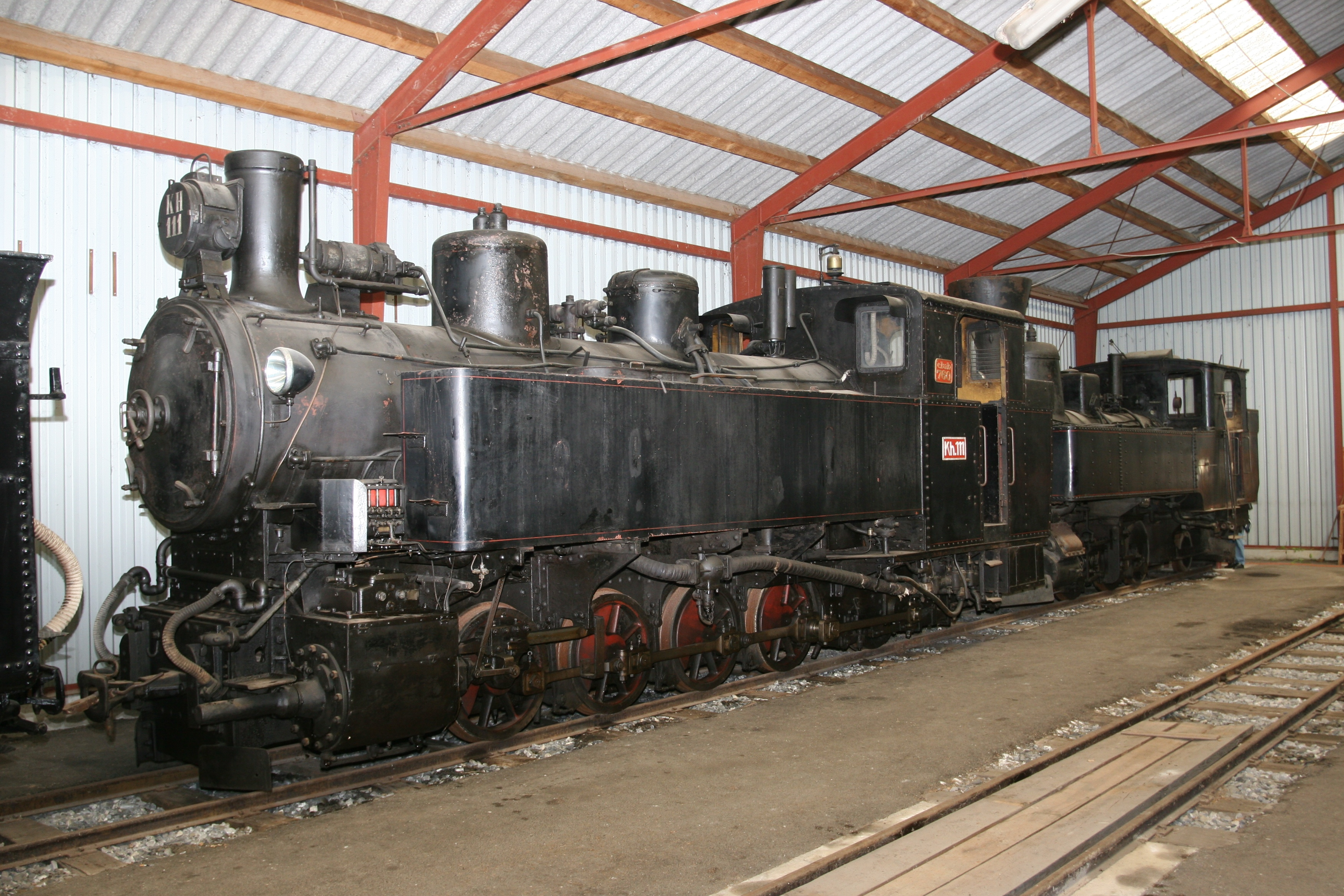
Locomotiva austriaca StLB Kh111 raro esempio di applicazione in Austria della distribuzione Caprotti

La prima applicazione della distribuzione a valvole Caprotti venne fatta in Italia su una locomotiva gruppo 740 FS, la 740.324. In seguito ai positivi riscontri di esercizio, entro il 1939 il sistema era stato ampiamente esteso ad altri gruppi di locomotive. 
In Italia fu applicato complessivamente su 411 locomotive (delle quali 334 erano appartenenti alle Ferrovie dello Stato e il resto a varie ferrovie in concessione); all'estero fu applicato nella costruzione di 330 unità. La distribuzione Caprotti venne applicata a locomotive FS dei gruppi 600, 625, 744, 746 e 685. Di quest'ultima serie, la più prestante (la S.685) utilizzava proprio la distribuzione Caprotti.
In Inghilterra, patria del vapore, il dispositivo venne apprezzato e applicato fino agli anni cinquanta su locomotive provenienti dalla London and North Western Railway, (LNWR), Claughton class, e delle Great Central Railway, (GCR) a rodiggio 2-3-0. Venne applicato anche a locomotive della London, Midland and Scottish Railway,(LMS) di rodiggio 2-3-0 Standard Class 5, e all'ultima locomotiva-passeggeri delle British Railways: la Pacific n° 71000 Duke of Gloucester. La Duke of Gloucester venne dotata di questo nuovo apparato e realizzò l'eccellente e basso consumo di vapore di 12,2 lbs per Hp/h, probabilmente il miglior risultato mai realizzato per una locomotiva.
Dopo l'abolizione in Italia della trazione a vapore si è proceduto all'accantonamento delle locomotive a vapore con distribuzione Caprotti per mere ragioni di economie di manutenzione giungendo presto alla scomparsa di macchine efficienti o in condizioni di marciare per l'impiego alla testa di treni storici. 
Un'associazione amatoriale, l'Associazione Toscana Treni Storici "Italvapore" di Pistoia ha acquisito da Trenitalia l'unico esemplare superstite del gruppo 625 con distribuzione Caprotti (625.308). L'esemplare era stato accantonato da molto tempo, esposto alle intemperie per molti anni e presentava estesi fenomeni di corrosione ma venne giudicato recuperabile per poter essere riportato in condizioni di piena efficienza. La locomotiva 625.308, definita la "Caprottina", è stata oggetto di restauro presso le officine della detta associazione Italvapore.

## Locomotive italiane con distribuzione Caprotti

### Locomotive delle Ferrovie dello Stato
- Locomotiva Gruppo 625: trasformazione di 153 locomotive del Gruppo 600, divenute poi della serie 625.300.
- Locomotiva Gruppo 744: 25 locomotive della serie 744.100, ultime costruite in Italia con distribuzione Caprotti.
- Locomotiva Gruppo 746
- Locomotiva Gruppo 685: del gruppo S 685.500
- Locomotiva Gruppo 740.324

### Locomotive per ferrovie concesse
- Locomotiva FCL Gruppo 350C, di costruzione Breda delle MCL
- Locomotiva FCL Gruppo 400 di costruzione CEMSA delle MCL
- Locomotiva FSS 9 di costruzione CEMSA delle Ferrovie Settentrionali Sarde, poi SFS
- Locomotiva FDS gruppo 400, di costruzione Officine Reggiane, Reggio Emilia.

## Locomotive britanniche con distribuzione Caprotti (costruita su licenza)
- Locomotiva LMS Stanier classe 5. 44686, 44687
- Locomotiva BR standard classe 5. 73.125-54
- Locomotiva BR standard classe 8. 71000 "Duca di Gloucester"

## Applicazioni navali
- Piroscafo Concordia (ex 28 ottobre), con motrice a ruota, costruito dai cantieri Odero di Sestri Ponente (Genova) nel 1926, per la navigazione sul Lago di Como. Dotato di una macchina a triplice espansione con vapore surriscaldato ad alta pressione. Ancora oggi navigante in regolare servizio di linea.
- Piroscafo Patria (ex Savoia), nave gemella della precedente. Ancora navigante.